# Federico Kleger
Federico Kleger, född 9 januari 1903, död 5 januari 1952, var en argentinsk friidrottare. Han deltog vid olympiska sommarspelen 1928 och olympiska sommarspelen 1932.